# Heinäluoto (klippa)
Heinäluoto är en ö i Finland. Den ligger i Finska viken och i kommunen Vederlax i den ekonomiska regionen  Kotka-Fredrikshamn i landskapet Kymmenedalen, i den södra delen av landet. Ön ligger omkring 43 kilometer öster om Kotka och omkring 160 kilometer öster om Helsingfors.
Öns area är 1 hektar och dess största längd är 210 meter i sydöst-nordvästlig riktning. Närmaste större samhälle är Virojoki, 10,5 km norr om Heinäluoto.